# Torre BBVA (Panamá)
La Torre BBVA, antes conocida como Torre del Banco Exterior, es una edificación de la ciudad de Panamá, ubicada en la Avenida Balboa, entre las calles 42 y 43. Construida en 1979 fue la edificación más alta de la ciudad hasta 1996.
Ahora será la torre más alta de BAC Panama